# Италианска афера
„Италианска афера“ (на английски: The Italian Job) е щатски екшън трилър от 2003 г. на режисьора Феликс Гари Грей, с участието на Марк Уолбърг, Шарлиз Терон, Едуард Нортън, Сет Грийн, Джейсън Стейтъм, Мос Деф, Франки Джи и Доналд Съдърланд. Филмът е римейк на едноименния британски филм от 1969 година. Заснет е във Венеция и Лос Анджелис. Разпространен от Paramount Pictures, филмът е пуснат в САЩ на 30 май 2003 г. и печели повече 176 милона долара в световен мащаб.